# Saint-Nicolas-en-Forêt
Saint-Nicolas-en-Forêt ist eine ehemalige französische Gemeinde im Département Moselle in der Region Grand Est (bis 2015 Lothringen). Heute ist Saint-Nicolas-en-Forêt ein Teil der Gemeinde Hayange.

## Geschichte
Bei Saint-Nicolas-en-Forêt handelt es sich um eine geplante Arbeitersiedlung, deren Errichtung um das Jahr 1950 begann.
Die Gemeinde Saint-Nicolas-en-Forêt wurde 1957 aus Teilen der Gemeinden Fameck und Ranguevaux gebildet. Die Gemeinde gehörte dem Kanton Hayange an und hatte 3407 Einwohner (Stand: 1962). Im Jahr 1969 wurde sie nach Hayange eingemeindet.